# 高知県立中村養護学校幡多希望の家分校
高知県立中村養護学校幡多希望の家分校（こうちけんりつ なかむらようごがっこう はたきぼうのいえぶんこう）は、かつて高知県宿毛市にあった公立養護学校。

## 学部
- 小学部
- 中学部
- 高等部

## 所在地
- 高知県宿毛市

## 沿革
- 1998年（平成10年）4月1日 - 高知県立中村養護学校の幡多希望の家分校として開校
- 2009年（平成21年）3月31日 - 閉校